# Zetelaka

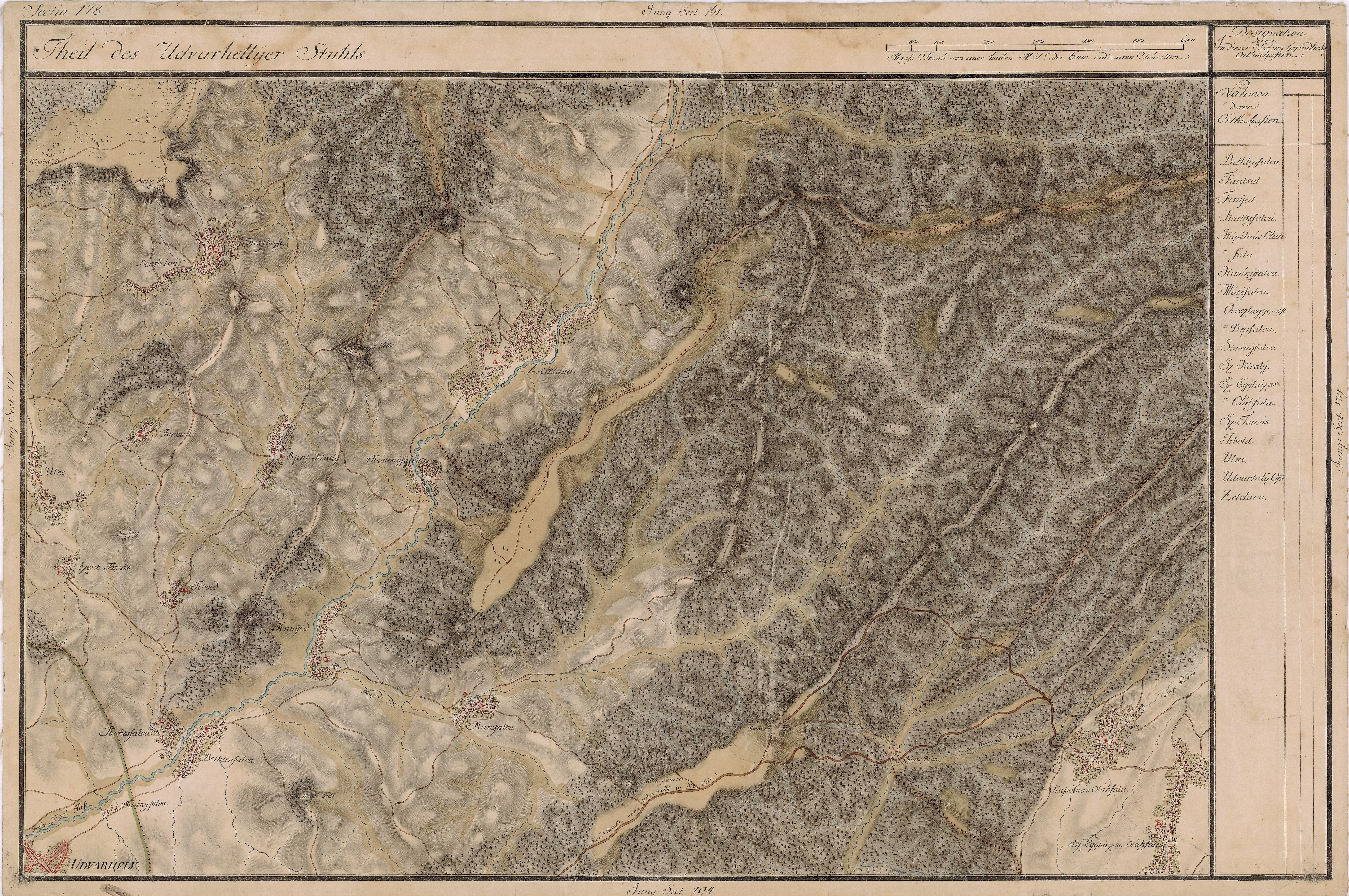
Zetelaka környéke 1769-1773 között

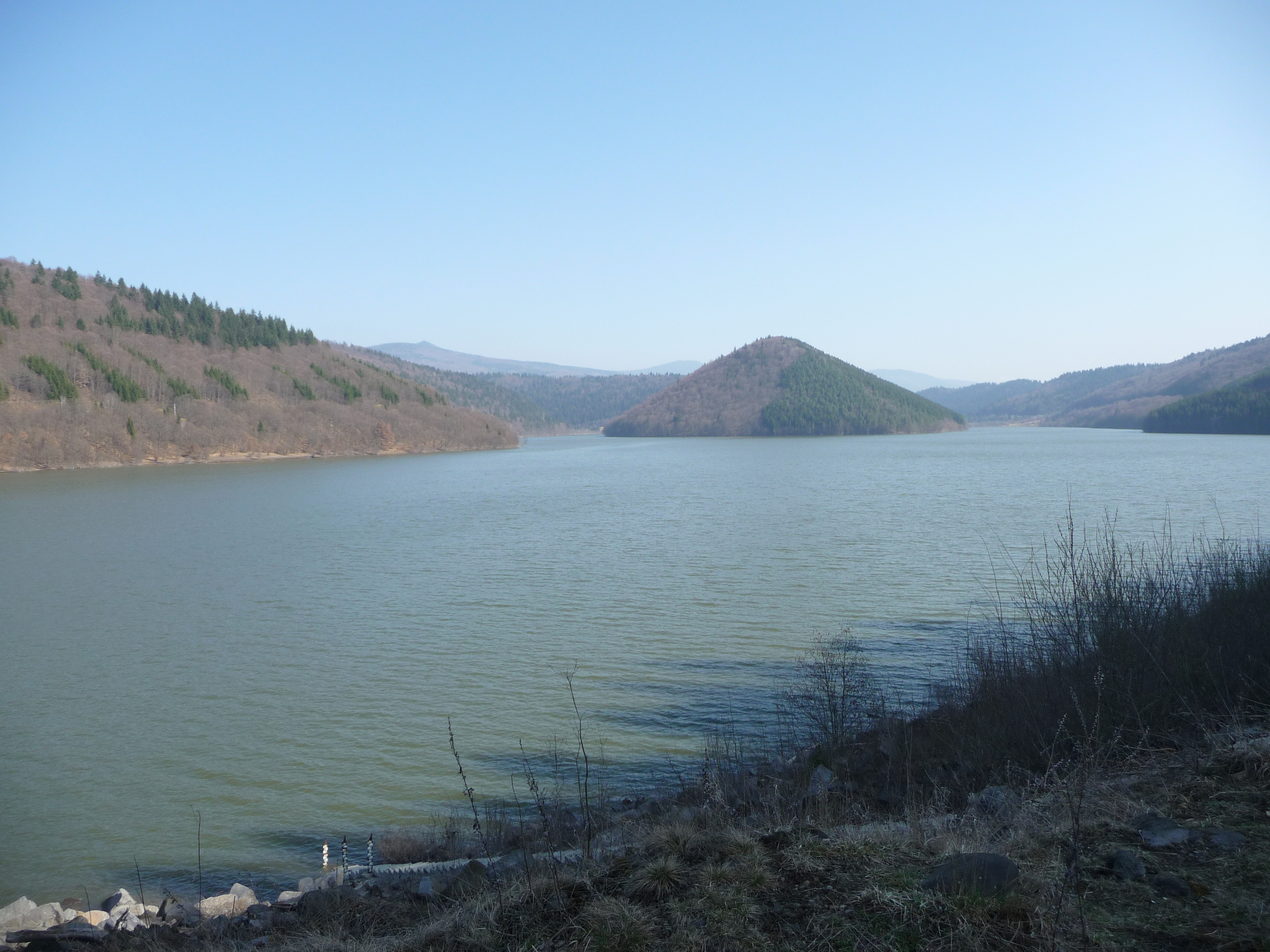
A víztározó

Zetelaka (románul: Zetea) község Romániában, Hargita megyében. Közigazgatásilag hozzá tartozik Zeteváralja, Ivó, Deság, Küküllőmező és még Sikaszó is.

## Fekvése
A község Székelyudvarhelytől 12 km-re északkeletre a Nagy-Küküllő völgyének felső, hegyvidéki szakaszán fekszik.

## Nevének eredete
Neve a régi magyar Zotam személynévből való, ennek eredete a szláv Zem személynév. Névmagyarázatához hozzátartozik, hogy a nép körében ismert monda szerint egykori várát Zéta király állította és tőle ered a neve.

## Története
1332-ben a pápai tizedjegyzék Zathalaka néven említi először. A hagyomány szerint eredetileg a ma Csellőnek, vagy Csele-dombnak nevezett helyen feküdt a Küküllő kiszélesedő völgyében, a mai falutól negyedórára és régen Cseleházának hívták. A tatárjáráskor a falut felégették, azután települt mai helyére. Középkori temploma a többszöri újjáépítés dacára megsemmisült. Mai római katolikus temploma 1912 és 1914 között épült. A falu 1590 és 1612 között katolikus esperesi székhely volt. 1622-ben Bethlen Gábortól szabadalmakat kapott, kiváltságait később több ízben megerősítették. Lakói híres zsindelykészítők voltak, amiért egykor adómentességet is élveztek. A település fafeldolgozásáról és faáruiról híres.
1910-ben 4724 lakosa volt, 1992-ben 4602 lakosából 4598 magyar és 4 román volt. A trianoni békeszerződésig Udvarhely vármegye Udvarhelyi járásához tartozott.

## Látnivalók
- A vár csekély romjai a helységtől félórányira a Deság patakának a Küküllőbe torkolása feletti sziklacsúcson találhatók. A várat valószínűleg földrengés döntötte romba.
- Ivóból lehet a legkönnyebben és leggyorsabban megközelíteni a Hargita hegyvonulat legmagasabb csúcsát, az 1801 m magas Madarasi Hargitát (a székelyek „Szent Hegyét”).
- A településen sok 19–20. századi székelykapu megcsodálható.
- A helység fölött kialakított víztározó ismert horgászhely (pisztráng, süllő, domolykó, ponty, pénzes pér, csuka).

## Képgaléria
- Képek Zetelakáról a www.erdely-szep.hu honlapon

## Híres emberek
- Itt született 1757-ben Török Albert Domaszcén hitszónok, minorita szerzetes, egyházi író, teológiai tanár és iskolaigazgató.
- Itt született 1783-ban Zsombori József kanonok, egyházi író, iskolaigazgató.
- Itt született 1894-ben Máthé Ferenc ferences rendi szerzetes, egyházi író, szerkesztő.
- Itt született 1895-ben páter Boros Fortunát ferences szerzetes, történész a ferences rend erdélyi történetének kutatója, fő műve 1927-ben jelent meg. 1953-ban mártírhalált halt a Duna-csatornánál létesített munkatáborban. A temetőben síremléke áll.
- Itt született 1901-ben Szabó Dömjén római katolikus egyházi író.
- Itt született 1914-ben Mezei Mózes ferences szerzetes, egyházi író, szótáríró.
- Itt született 1949-ben Tornay Endre András szobrász és éremművész.
- Itt született 1962-ben Vofkori Tímea költő, esszéíró, történettudományi szakíró.
- György Alida 1995-ben, író-költő, Hármasszabály (2021) című kötetéért megkapta a Romániai Írók Szövetsége debüt-díját

## Testvérvárosok
- Balatonföldvár, Magyarország
- Kismányok, Magyarország
- Balatonfenyves, Magyarország
- Tiszanána, Magyarország
- Bozsok, Magyarország
- Kismaros, Magyarország
- Gyöngyöspata, Magyarország
- Sárbogárd, Magyarország
- Derekegyház, Magyarország
- Tardoskedd, Szlovákia
- Nagymányok, Magyarország